# Phoenix 200 1997
Phoenix 200 1997 var ett race som var den fjärde deltävlingen i Indy Racing League 1996/1997. Racet kördes den 23 mars på Phoenix International Raceway. Jim Guthrie tog hem sin första och enda seger i IRL i det lilla stallet Blueprint Racing. Tony Stewart slutade tvåa, medan Davey Hamilton blev trea. Två av seriens profiler de kommande säsongerna; Sam Schmidt och Kenny Bräck gjorde sina IRL-debuter.

## Slutresultat
| Plats | Förare           | Team                  | Grid |
| ----- | ---------------- | --------------------- | ---- |
| 1     | Jim Guthrie      | Blueprint Racing      | 2    |
| 2     | Tony Stewart     | Team Menard           | 1    |
| 3     | Davey Hamilton   | A.J. Foyt Enterprises | 14   |
| 4     | Marco Greco      | Team Scandia          | 8    |
| 5     | Stéphan Grégoire | Chastain Motorsports  | 19   |
| 6     | Mike Groff       | Jonathan Byrd Racing  | 16   |
| 7     | Roberto Guerrero | Pagan Racing          | 10   |
| 8     | Buzz Calkins     | Bradley Motorsports   | 22   |
| 9     | John Paul Jr.    | PDM Racing            | 11   |
| 10    | Sam Schmidt      | Blueprint Racing      | 6    |
| 11    | Kenny Bräck      | Galles Racing         | 4    |
| 12    | Eddie Cheever    | Cheever Racing        | 7    |
| 13    | Affonso Giaffone | Chtiwood Motorsports  | 21   |
| 14    | Fermín Vélez     | Team Scandia          | 15   |
| 15    | Billy Roe        | EuroInternational     | 17   |
| 16    | Scott Sharp      | A.J. Foyt Enterprises | 20   |
| 17    | Scott Goodyear   | Treadway Racing       | 3    |
| 18    | Robbie Buhl      | Team Menard           | 5    |
| 19    | Jeret Schroeder  | McCormack Motorsports | 20   |
| 20    | Jack Miller      | Arizona Motorsports   | 18   |
| 21    | Buddy Lazier     | Hemelgarn Racing      | 13   |
| 22    | Arie Luyendyk    | Treadway Racing       | 4    |